# Gliese 581 b
Gliese 581 b hoặc Gl 581 b là một hành tinh ngoài Hệ Mặt Trời quay quanh ngôi sao Gliese 581. Nó là hành tinh thứ hai được phát hiện trong hệ thống cho đến nay, và lần thứ hai theo thứ tự từ các ngôi sao.

## Lịch sử khám phá
Các hành tinh được phát hiện bởi một nhóm nghiên cứu thiên văn học của Pháp và Thụy Sĩ, người đã công bố phát hiện của họ vào ngày 30 tháng 11 năm 2005 như một phát hiện của một trong những hành tinh ngoài Hệ Mặt Trời nhỏ nhất bao giờ được tìm thấy, với một kết luận được rằng các hành tinh có thể được phổ biến hơn xung quanh những ngôi sao nhỏ nhất. Đó là hành tinh thứ năm được tìm thấy xung quanh một ngôi sao lùn đỏ(sau hành tinh của Gliese 876 và Gliese 436 b).
Các hành tinh được phát hiện bằng cách sử dụng dụng cụ HARPS, mà họ tìm thấy các ngôi sao chủ để có một dao động mà ngụ ý sự tồn tại của hành tinh.
Các nhà thiên văn học công bố kết quả của họ trong Astronomy and Astrophysics Letters.

## Quỹ đạo và khối lượng
Gliese 581 b là ở mức tối thiểu khoảng 15,8 lần khối lượng của Trái Đất, tương tự như khối lượng của sao Hải Vương. Nó không quá cảnh ngôi sao của nó, ngụ ý rằng độ nghiêng của nó là ít hơn 88,1 độ. Nó là khá gần với Gliese 581 và hoàn thành một quỹ đạo đầy đủ chỉ trong 5,4 ngày ở khoảng cách trung bình khoảng 6 triệu km (0,041 AU). Bằng cách so sánh, Sao Thủy là ở khoảng cách 58 triệu km (0,387 AU) và hoàn thành một quỹ đạo trong 88 ngày.

## Đặc điểm
Gliese 581 b cách ngôi sao mẹ khoảng 0.04 AU. Nó có khả năng gần bằng khối lượng, nhiệt độ của hành tinh của Gliese 436 b, nhạy cảm với tác dụng năng lượng mặt trời như nhật hoa phóng đại chúng(với Gliese 876 d). Kể từ Gliese 581 b không làm quá cảnh, không có gì hơn có thể được nói về nó chưa. Ít nhất, cho rằng Gliese 581 b quỹ đạo cùng với hai hành tinh khác (Gliese 581 c và e) và rằng Gliese 436 b (đến nay) đứng một mình, hình thành của chúng phải khác nhau.
|  |